# Boarmia nipponica
Boarmia nipponica là một loài bướm đêm trong họ Geometridae.